# Joseph Mwengi Mutua
Joseph Mwengi Mutua (* 10. Dezember 1978 in Machakos, Machakos County) ist ein kenianischer Mittelstreckenläufer, der sich auf die 800-Meter-Strecke spezialisiert hat.

## Karriere
Der Juniorenweltmeister von 1996 schied bei den Olympischen Spielen 2000 in Sydney im Vorlauf aus. 2002 gewann er bei den Commonwealth Games in Manchester die Silbermedaille und erzielte am 16. August in Zürich mit 1:43,33 min seine persönliche Bestzeit. 2004 stellte er am 31. Januar in Stuttgart mit 1:44,71 min den aktuellen Afrikarekord über 800 m in der Halle auf, wurde Sechster bei den Hallenweltmeisterschaften in Budapest und erreichte bei den Olympischen Spielen in Athen das Halbfinale.
Am 24. August 2006 stellte er zusammen mit William Yiampoy, Ismael Kipngetich Kombich und  Wilfred Bungei in Brüssel den aktuellen Weltrekord im 4-mal-800-Meter-Staffellauf auf (7:02,43 min).